# Jo und Josephine
Jo und Josephine sind ein Gesangspaar aus Mecklenburg-Vorpommern, bestehend aus dem Sänger und Gitarristen Klaus Röse und der Sängerin, Texterin und Komponistin Marita Frehse. Jo & Josephine stammen aus Vorpommern, sind miteinander verheiratet und wohnen in Altentreptow.

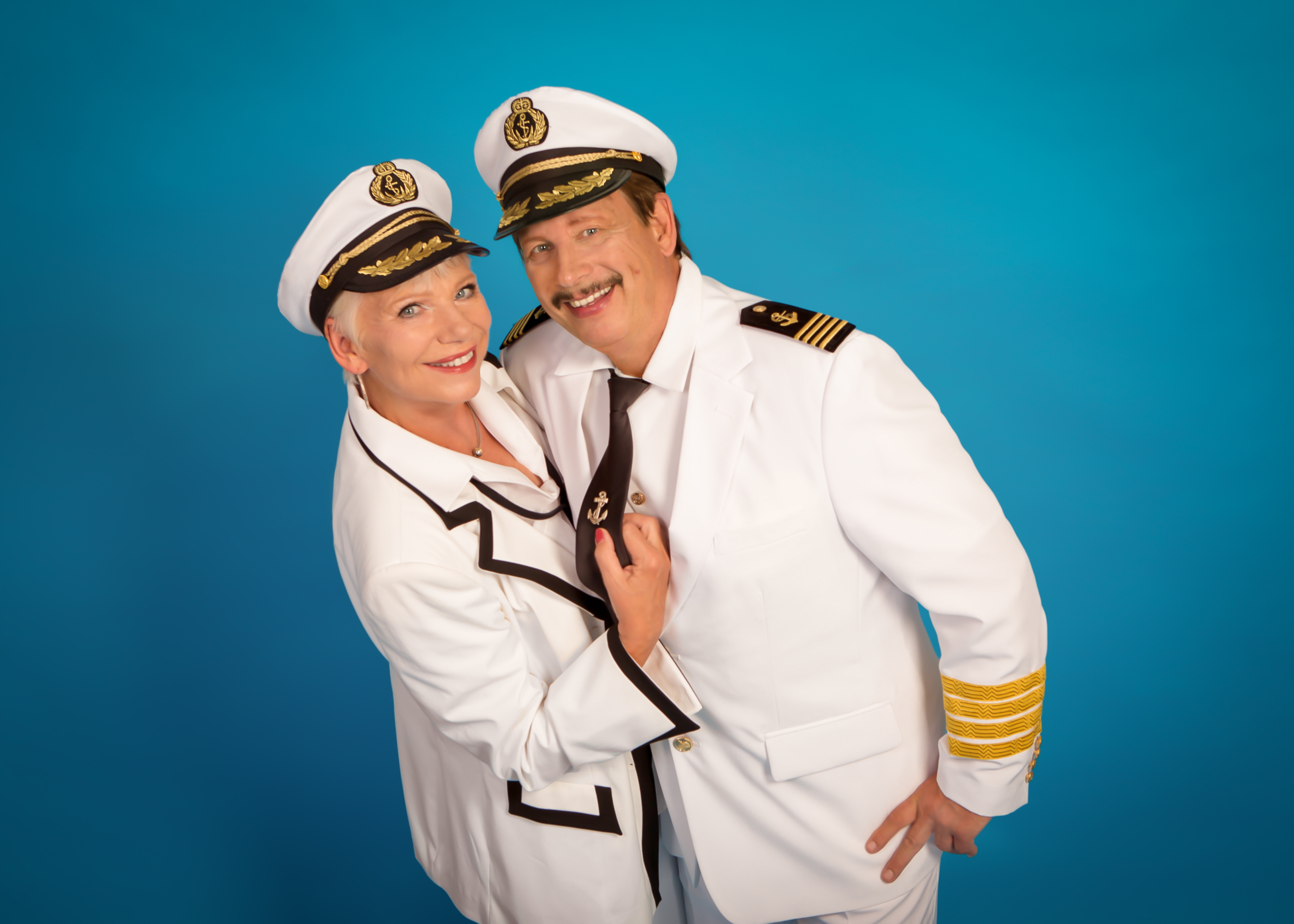
Norddeutsche Sänger und Entertainer Jo & Josephine

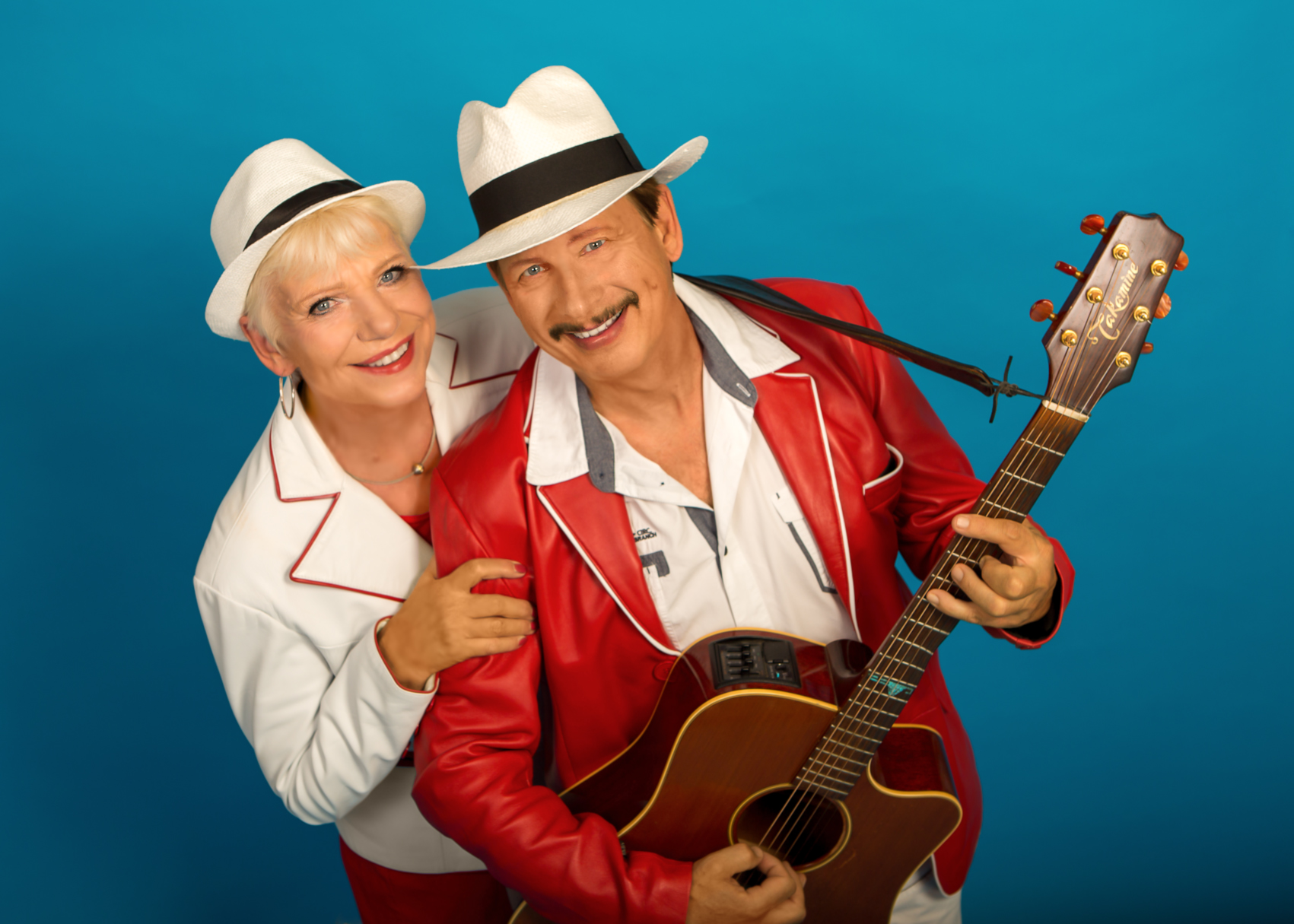
Schlagerduo Jo & Josephine aus Mecklenburg-Vorpommern

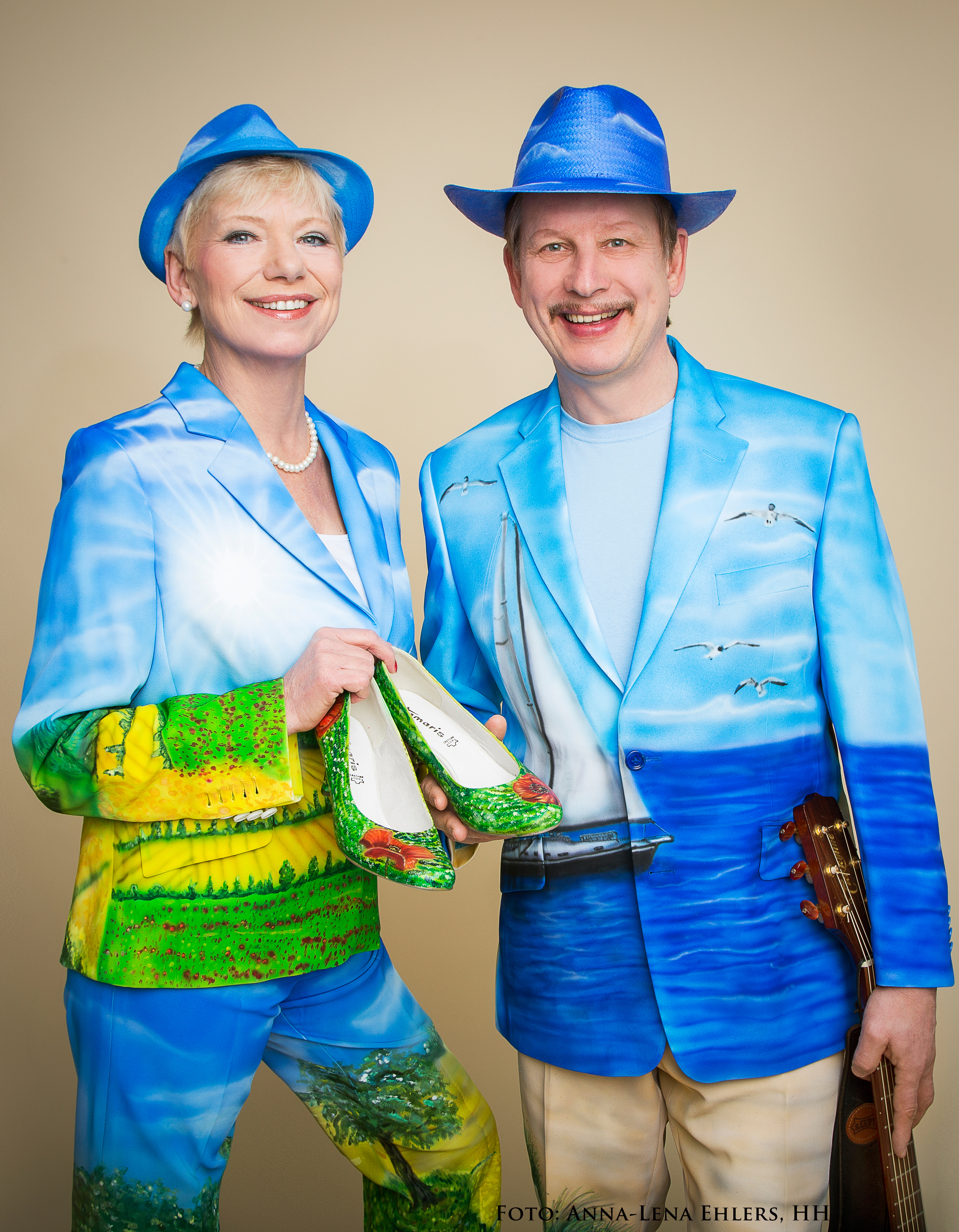
Jo und Josephine (2015)

## Geschichte
Das Gesangsduo gibt es seit 1999. Zunächst orientierten sich Jo & Josephine auf Kindermusik, bevor sie nach etlichen Jahren wieder auf ihre ursprünglichen Adressaten, die Erwachsenen setzten. Ihre Musik ist relativ breit gefächert. Es finden sich in ihrem Repertoire sowohl maritime Schlager als auch Discofox-Titel, Country-Songs, volkstümliche Lieder und Rock ’n’ Roll, insgesamt sind es bislang fast 100 eigene Titel. Einer Ihrer bekanntesten Songs ist "Zwei Kapitäne auf einem Boot".
Jo und Josephine produzieren ihre eigene Fernsehshow Musikantenkrug, bei der sie auch als Moderatoren und Künstler vor der Kamera agieren. Diese Sendung wird auf lokalen und regionalen Sendern Deutschlands ausgestrahlt. Tourneen führten Jo und Josephine auch durch die USA, Südafrika, Kanada und Australien.
Der Name des Duo erinnert mit Anspielung an „Jo et Joséphine“, so wie die europäischen Schlagzeilen in den 50er und 60er Jahren das Paar Josephine Baker (1906–1975) und ihr Mann Jo Bouillon (1908–1984) bezeichneten.

## Diskografie
| Jahr | Titel                                                             | Genre                  |
| ---- | ----------------------------------------------------------------- | ---------------------- |
| 2000 | Kinder-Country-Zeit                                               | Kindermusik            |
| 2003 | Eine Seefahrt, die ist lustig                                     | Kindermusik            |
| 2003 | Freut euch des Lebens                                             | Schlagermusik          |
| 2005 | Heiter und beschwingt durchs Leben                                | Schlagermusik          |
| 2007 | Überwiegend heiter                                                | Schlagermusik          |
| 2008 | Schließlich ist ja Weihnachtszeit                                 | Schlagermusik          |
| 2009 | Es ist noch lang nicht Schluss mit lustig                         | Schlagermusik          |
| 2013 | DVD Ihre schönsten Lieder                                         | Schlagermusik          |
| 2014 | CD Frischer Wind für 20 maritime Songs                            | Shantys und Schlager   |
| 2014 | DVD Jo & Josephine präsentieren maritime Songs                    | Shantys und Schlager   |
| 2016 | CD Single Glückwünsche zur Goldenen Hochzeit                      | Schlagermusik          |
| 2016 | CD Single Goldene Hochzeit Golden Wedding                         | Schlagermusik          |
| 2016 | CD Single Goldhochzeit                                            | Schlagermusik          |
| 2017 | CD Single Glückwünsche zur Goldhochzeit                           | Schlagermusik          |
| 2017 | CD Single Diamantenhochzeit                                       | Schlagermusik          |
| 2017 | CD Single Diamantene Hochzeit                                     | Schlagermusik          |
| 2017 | CD Single Glückwünsche zur Diamantenen Hochzeit                   | Schlagermusik          |
| 2017 | CD Single Eisernes Hochzeitsjubiläum                              | Schlagermusik          |
| 2017 | CD Single Glückwünsche zur Eisernen Hochzeit                      | Schlagermusik          |
| 2017 | CD Single Wünsche zur Eisernen Hochzeit                           | Schlagermusik          |
| 2018 | CD Single Geburtstagslied                                         | Schlagermusik          |
| 2018 | CD Single Geburtstagswalzer                                       | Schlagermusik          |
| 2018 | CD Single Weil du Geburtstag hast                                 | Schlagermusik          |
| 2018 | CD Single Wir gratulieren dir                                     | Schlagermusik          |
| 2019 | CD Single Auf das Geburtstagskind                                 | Schlagermusik          |
| 2019 | CD Single Du hest Geburtstag hüt - plattdeutsches Geburtstagslied | Schlagermusik          |
| 2021 | CD Single Auf dem Hausboot übern Müritzsee                        | Schlagermusik          |
| 2021 | CD Single Auf der Peene                                           | Schlagermusik          |
| 2022 | CD Single Dat is mien Land - plattdeutsches Lied                  | Schlagermusik          |
| 2023 | CD Single Du kannst den Wind nicht ändern                         | maritime Schlagermusik |
| 2023 | CD Single Zwei Kapitäne auf einem Boot                            | maritime Schlagermusik |
| 2023 | CD Single Wunder dieser Welt                                      | maritime Schlagermusik |
| 2023 | CD Single Den Himmel mit dir teilen                               | maritime Schlagermusik |
| 2024 | CD Single La Orotava                                              | maritime Schlagermusik |
| 2024 | CD Single La Ola                                                  | Schlagermusik          |
| 2025 | CD Single Twist Time                                              | Schlagermusik          |
| 2025 | CD Single Unerklärliches Phänomen (Sternenweit)                   | Schlagermusik          |

## Filmografie (Auswahl)
Sendungen auf DVD bzw. TV
- 2006: Du wunderschönes Pommernland
- 2010–2013: Musikantenkrug (Folgen 1–19)
- 2013 UnterhaltungKünstler aus Mecklenburg-Vorpommern
- 2019: Musikantenkrug Folgen 20–21
- 2022: Musikantenkrug Folgen 22–25
- 2023: Musikantenkrug Folgen 26–27
- 2024: Musikantenkrug Folgen 28–29